# Sharpshooter (atirador)

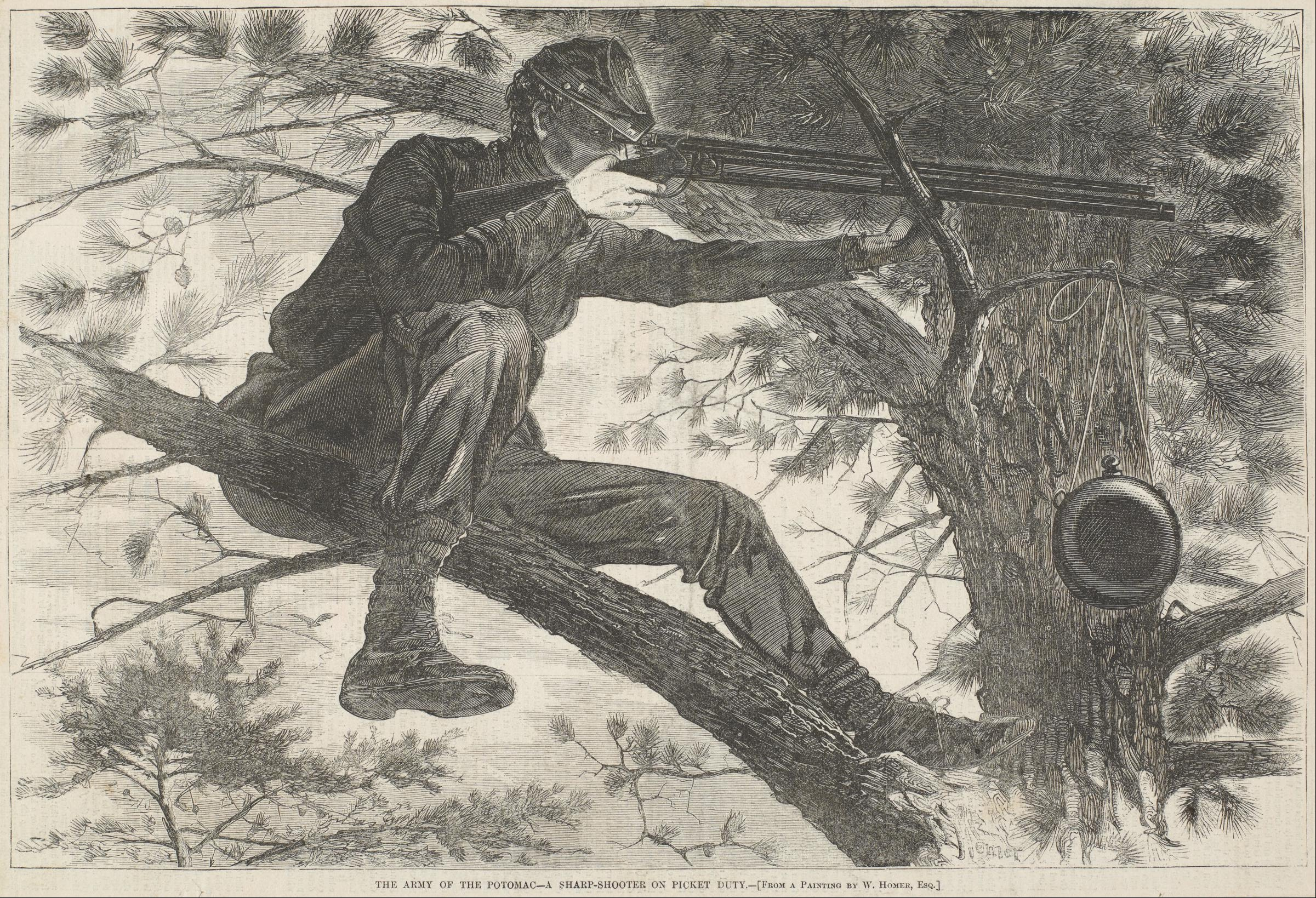
Visão artística de um sharpshooter em ação.

Um sharpshooter (atirador preciso em tradução literal) é a denominação (em inglês) de um especialista em disparar armas de fogo (ou outras armas que disparem projéteis), com precisão. Unidades militares compostas por sharpshooters tiveram atuações importantes nos combates do século XIX. Em termos militares, um sharpshooter está acima de um "marksman" e abaixo de um "expert", e essas três são as categorias que recebem emblemas de atirador concedidos pelo Exército dos EUA.

## Histórico

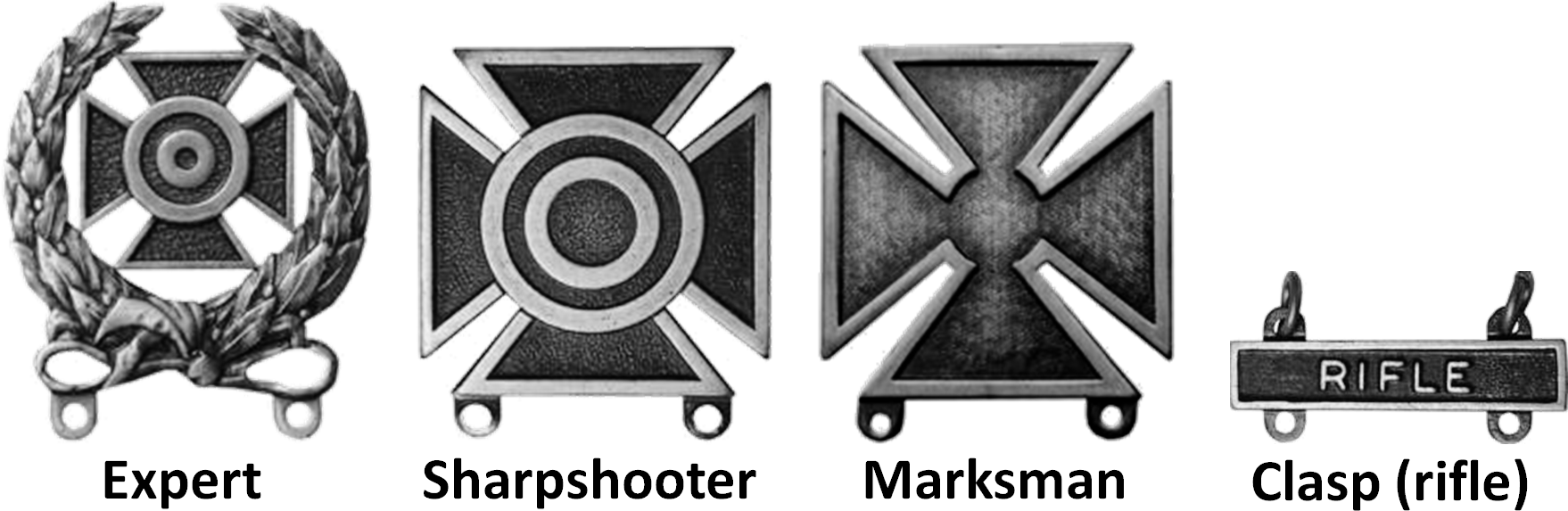
Distintivos condedidos a atiradores pelo Exército dos EUA.

### Guerras Napoleônicas (1803–1815)
Os sharpshooters foram utilizados no exército britânico durante as Guerras Napoleônicas. Enquanto a maioria das tropas da época usava mosquetes com canos de alma lisa, bastante imprecisos, os "Green Jackets" (devido a seus uniformes verdes diferenciados), usavam o famoso rifle Baker. Através da combinação de um chumaço de couro (entre  a bala e a pólvora) e ranhuras no interior do cano (estriamento), essa arma era muito mais precisa, embora o processo de carregamento fosse mais lento.

### Guerra Civil Americana (1861–1865)
Durante a Guerra Civil Americana, os sharpshooters viram ação limitada, pois os estrategistas tentavam evitar as baixas pesadas infligidas por táticas normais, que envolviam fileiras estreitas de homens a curta distância. Os sharpshooters usados pelos dois lados na Guerra Civil foram mais usados como guerrilheiros e batedores. Essas unidades de elite estavam bem equipadas e treinadas, e eram colocadas na linha de frente para um primeiro engajamento com o inimigo.

#### Exército da União
Unidades notáveis de sharpshooters da Guerra Civil incluíram o 1st e o 2nd United States Volunteer Sharpshooter Regiment (USVSR), compostos por Companhias de vários Estados da União (principalmente do Leste). Os U.S.V.S.R. foram organizados pelo Coronel Hiram Berdan, um milionário que tinha a reputação de ser o melhor atirador do país na época. Existia uma Companhia de sharpshooters no Exército do Potomac, composta apenas por nativos americanos. Esse homens, primordialmente das tribos: Odawa, Ojibwe e Potawatomi do Norte do Michigan, constituíam a Companhia "K" do 1st Regiment Michigan Volunteer Sharpshooters.

#### Exército Confederado
No lado confederado, as unidades de sharpshooters funcionavam como infantaria leve. Seus deveres incluíam escaramuças e reconhecimento. Robert E. Rodes, coronel do 5º Regimento de Infantaria do Alabama, e mais tarde um grande general, foi líder no desenvolvimento de unidades de atiradores de elite. 
O Exército dos Estados Confederados fez uso mais amplo de atiradores de precisão do que o Exército da União, com destacamentos semipermanentes ao nível de regimentos e batalhões de vários tamanhos ligados a formações maiores. As unidades dedicadas de atiradores incluíam o 1st Georgia Sharpshooter Battalion e mais três desse Estado, o 9th (Pindall's) Battalion Missouri Sharpshooters, bem como os batalhões de sharpshooters do Exército da Virgínia do Norte. Os sharpshooters Confederados estavam menos bem equipados que seus adversários. Em geral usavam o mosquete estriado Enfield, ou o menos comum Rifle Whitworth britânico de cano hexagonal.